# José Juan Almeyra (médico)
José Juan Almeyra fue un médico y escritor argentino del siglo XIX.

## Biografía
José Juan Almeyra (o Juan José Almeyra) nació en la ciudad de Buenos Aires en los primeros días de octubre de 1828, hijo del médico argentino Francisco de Paula Almeyra y de María de la Trinidad Demaría Escalada.
En 1848 se graduó en la Facultad de Ciencias Médicas de la Universidad de Buenos Aires.
Durante la epidemia de cólera de 1868 sirvió con abnegación a los enfermos. Al estallar la epidemia de fiebre amarilla en Buenos Aires en 1871 que diezmó la población, Almeyra acudió nuevamente en auxilio de sus conciudadanos lo que le valió ser condecorado con la Cruz de Hierro otorgada por la Municipalidad de Buenos Aires, la medalla de oro del Consejo de Higiene Pública y ser citado en el informe que presentó la Comisión de Homenaje del gobierno nacional.
Sobre el trágico suceso escribiría su Breve memoria sobre la epidemia de la fiebre amarilla que ha visitado la ciudad de Buenos Aires en el año 1871.
Falleció en Buenos Aires el 30 de noviembre de 1885
Estaba casado con Carmela Arriola Escalada con quien tuvo tres hijos: Hipólito, David y Abraham Almeyra Arriola.
Considerado por sus biógrafos «hombre culto y de fortuna fue también artista (...) Su casa constituyó un centro de reunión de los notables en el ámbito artístico, literario y político».
Escribió también un libro de carácter enciclopédico recopilando acontecimientos a su juicio notables acaecidos entre los años 1848 y 1885.